# گروه ای۴
گروه ای۴ شرکتی مهندسی در روسیه بود که در تاریخ ۲۰۰۶ احداث شد و در سال ۲۰۱۶ منحل شد. در دوران فعالیت بیست‌هزار تن نیروی کار و بیش از صد تن با مدرک دکترا در اختیار داشت.